# OZ Водолея
OZ Водолея (лат. OZ Aquarii) — одиночная переменная звезда в созвездии Водолея на расстоянии (вычисленном из значения параллакса) приблизительно 19600 световых лет (около 6010 парсеков) от Солнца. Видимая звёздная величина звезды — от +14,25m до +13,11m.

## Характеристики
OZ Водолея — жёлто-белая пульсирующая переменная звезда типа RR Лиры (RRAB) спектрального класса F. Эффективная температура — около 6122 К.